# Canigou
Canigou (katalanska: Canigó) är ett bergsmassiv i den östligaste delen av Pyrenéerna. Berget ligger i södra delen av Pyrénées-Orientales, strax norr om gränsen till Spanien, och den högsta toppen ligger 2 785 meter över havet. Med sin höjd och dramatiska profil, nära kustslätten och transportvägarna norr- och söderut, är det mycket väl framträdande i landskapet. Tidigare ansågs det vara det högsta bergsmassivet i Pyrenéerna, och det är det östligaste med en höjd över 2 000 meter. Betydligt högre berg finns många mil längre västerut, runt och väster om Andorra. Massivets högst bergstopp bär namnet Pic du Canigou (katalanska: Pica de Canigó).
Med sin placering i Nordkatalonien (Roussillon, katalanska: Rosselló) och nära den nutida spanska autonoma regionen Katalonien har berget en stor betydelse som historisk symbol inom katalansk tradition. Författaren Jacint Verdaguer presenterade 1886 sitt versepos Canigó, med områdets natur, den katalanska kampen mot morerna och det historiska Katalonien runt Pyrenéerna som tema.
Pic du Canigou bestegs första gången år 1280. Bergsbestigningar genomförs från tid till annan, och det är tradition i det katalanska midsommarfirandet att helgen före 15-16 juni bära med sig små buntar brännved invirat i papper upp till det kors som är rest på bergets topp. Traditionellt finns skrivna önskningar på papperet. Färden upp till bergets topp kallas då för La Trobada (franska: La Trouvade). Vid midnatt den 22 juni tänds sedan veden med Canigous eld, som brinner året om nere i departementshuvudstaden Perpignan. Denna flamma nyttjas därefter för att tända midsommarbålen i de 350 omgivande byarna.

## Galleri

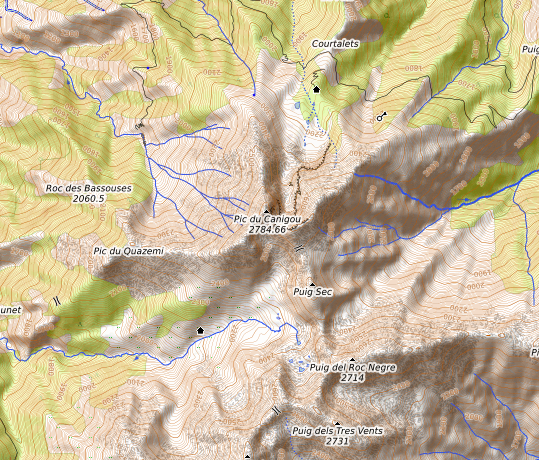
De olika topparna i massivet, på en topografisk karta.
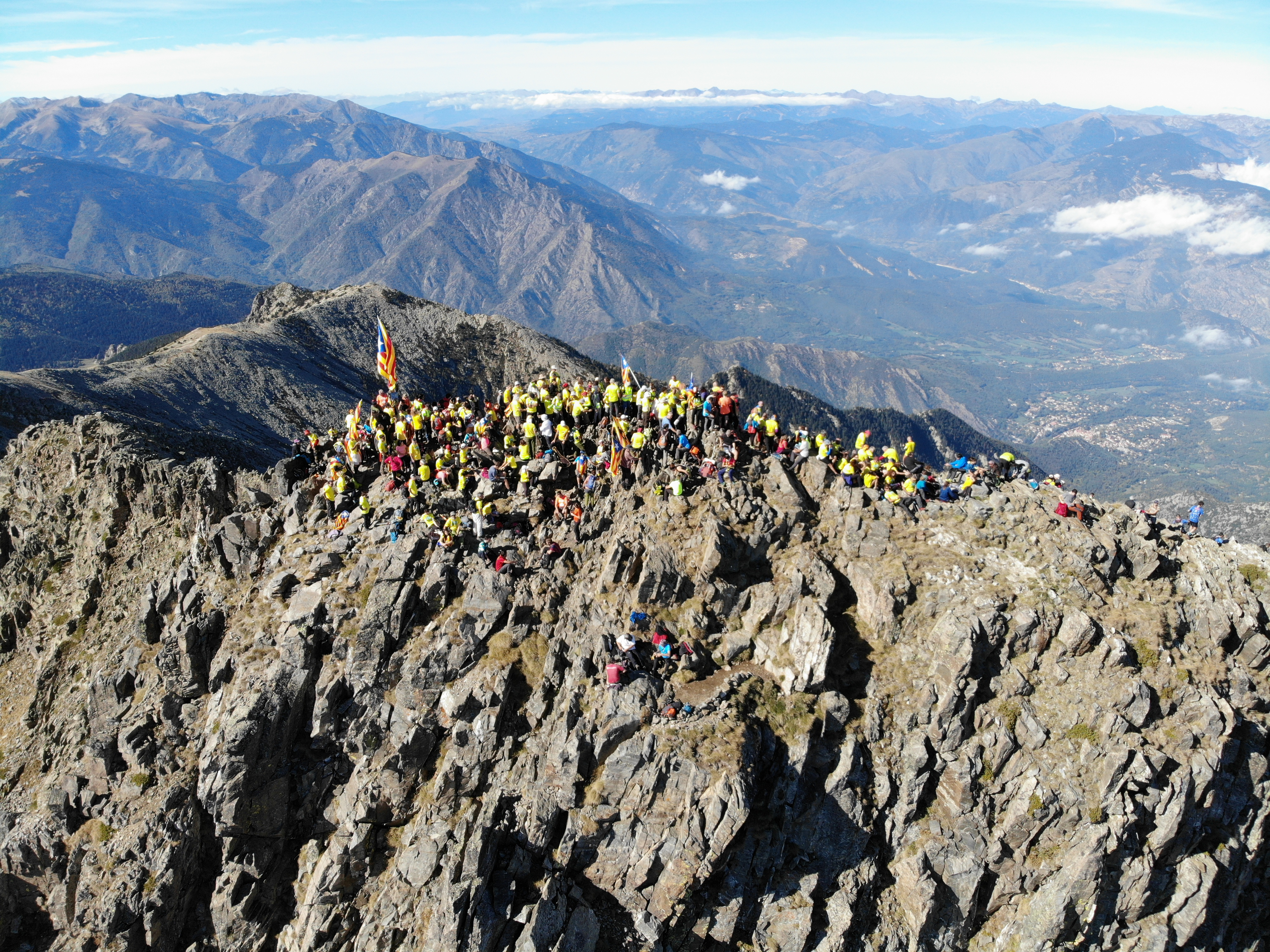
Pic du Canigou under en bergsbestigning i grupp 2018.
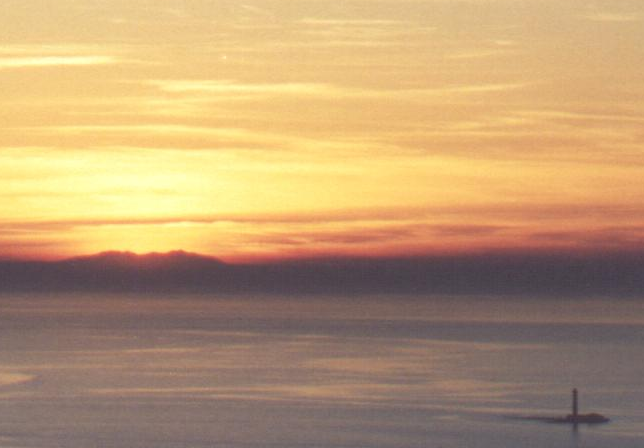
Som en hägring syns Canigou från bergen ovanför Marseille, februari 2001.